# Zitsa
Zitsa ( en griego: Ζίτσα) es una aldea y un municipio en el unidad periférica de Ioannina, en el Épiro, Grecia. La sede del municipio es la localidad de Eleousa.

## Municipio
El actual municipio de Zitsa se formó en la reforma del gobierno local de 2011 por la fusión de los siguientes 5 municipios anteriores, que se convirtieron en unidades municipales (las localidades que los forman entre paréntesis):
- Ekali (Asfaka, Vatatades, Vlachatano, Gavrisioi, Ligopsa, Metamorfosi, Petsali)
- Evrymenes (Delvinakopoulo, Klimatia, Kokkinochoma, Lefkothea, Paliouri, Raiko, Soulopoulo, Vasilopoulo)
- Molossoi (Aetopetra, Chinka, Despotiko, Dovla, Ekklisochori, Foteino, Giourganista, Granitsa, Granitsopoula, Grimpovo, Kalochori, Kourenta, Polydoro, Radovizi, Rizo, Vereniki, Voutsaras, Vrosina, Vrysoula, Zalongo)
- Pasaronas (Agios Ioannis, Anargyroi, Ano Lapsista, Eleousa, Grammeno, Kato Lapsista, Lofiskos, Lyngos, Mega Gardiki, Neochori, Peratis, Petralona, Polylofo, Rodotopi, Vageniti, Vounoplagia, Zoodochos)
- Zitsa (Dafnofyto, Karitsa, Lithino, Protopappas, Zitsa)